# Can Jaumet (Cardedeu)
Can Jaumet és una masia de Cardedeu (Vallès Oriental) inclosa a l'Inventari del Patrimoni Arquitectònic de Catalunya.

## Descripció
Masia amb teulada a doble vessant, senzilla, orientada a migdia. Abandonada ja fa alguns anys, es troba mig en runes, però se'n pot conservar encara l'estructura i alguns elements. La porta principal presenta carreus als cantons i llinda plana de fusta coberta per arrebossat. A sobre hi ha un balcó de pedra i data de 1778 a la llinda. La porta de la dreta, amb camals de maó, duu la data de 1777 a la llinda de fusta. Conserva un forn de pa a l'interior. La teulada està mig enrunada. Resulta interessant com a conjunt. Era conservada.